# María Chiquinquirá
María Chiquinquirá Díaz (n. Baba, Gobierno de Guayaquil, Real Audiencia de Quito, ca. 1750) fue una mujer afrodescendiente, identificada como zamba por el poder colonial. Se destacó por haber emprendido una batalla legal por su libertad contra su amo, uno de los personajes más importantes de la gobernación de Guayaquil en el siglo XVIII. Su historia muestra la forma en que una mujer doblemente subalterna, fue capaz de usar una serie de recursos, entre ellos el de la memoria de su genealogía para poder construir un argumento de libertad. Su caso, aunque parece excepcional, representa la experiencia que pudieron haber vivido las mujeres esclavizadas en la época colonial y sus luchas por la libertad. Es considerada una heroína para las mujeres afroecuatorianas por "revelar la realidad compleja en la cual libres y esclavos, poderosos y subalternos construyen estrategias para mantener o construir espacios de poder, de superación o de supervivencia”.

## Biografía
Alrededor de 1750, en un partido cercano a la colonial ciudad de Guayaquil, una mujer de origen africano que cuando fue esclavizada recibió el nombre de María Antonia dio a luz a la que sería su última hija, María Chiquinquirá. Cuando su madre murió, ella y su hermana mayor fueron acogidas por una india, comadre de María Antonia, quien crio a las dos niñas hasta que tuvieron alrededor de cinco años de edad, cuando quien fuera amo de su madre, el patriarca de la familia Cepeda de Arizcum Elizondo, una de las más poderosas de la región, solicitó que las dos niñas fueran a servir a su casa como esclavas. Entre finales de 1760 e inicios del 1770, María Chiquinquirá pasa a servir al hijo mayor de la familia, el presbítero Alonso Cepeda de Arizcum Elizondo y se traslada a vivir a la ciudad puerto de Guayaquil, poco tiempo después, quizás finalizando su adolescencia, se casa con el sastre libre José Espinoza, quien también servía al presbítero. Desde este momento María Chiquinquirá sale de la casa y potestad del amo y pasa a vivir en una tienda en la que José atendía su negocio. José y María Chiquinquirá vivían como libres, y así mismo criaron a su única hija María del Carmen Espinoza que nace a inicios de la década de 1780, quien aprendió a leer, escribir, coser y bordar. Cuando María del Carmen cumplió 15 años, el presbítero Cepeda exigió que fuera a servir a su casa como esclava. Esta solicitud supuso un cataclismo en el hogar de los Espinoza. María Chiquinquirá intentó negociar con el presbítero la libertad de su hija, pero este se negó y María decidió iniciar la que sería una larga y costosa batalla legal para reclamar su libertad y la de su hija.

### Juicio por su libertad
La historia de la libertad de María Chiquinquirá Díaz ha sobrevivido en un expediente judicial que reposa en el Archivo Nacional de Historia de Quito. El expediente tiene más de 200 folios. Esta documentación fue profusamente estudiada por la historiadora ecuatoriana María Eugenia Chaves y cuyas publicaciones sirven de base a la semblanza que aquí se ofrece.
El 18 de agosto de 1794 María Chiquinquirá Díaz acude a los tribunales del Cabildo de Guayaquil para iniciar una demanda de libertad contra el Presbítero Alfonso Cepeda de Arizcum Elizondo, su amo. El proceso se extiende por más de cuatro años al cabo de los cuales recibe una sentencia en contra y apela ante la Real Audiencia de Quito.
El argumento de su demanda es simple: Su madre María Antonia enfermó de lepra y fue abandonada por sus amos en el monte. En este estado tuvo dos hijas, la última de ellas fue María Chiquinquirá, pues murió en el parto. Con base en esta historia el protector de esclavos aduce que el abandono de que sufrió María Antonia produjo su manumisión forzosa y por lo tanto, las hijas que nacieron en este período de abandono no son esclavas sino libres pues provienen de un vientre manumiso. Con base en esta historia se reclama entonces la libertad tanto de María Chiquinquirá como de María del Carmen, su hija.
Antes de iniciar su demanda de libertad, María Chiquinquirá había adquirido las características básicas de mujer honorable: Estaba casada con un hombre libre, tenía una hija legítima que estaba siendo educada como una señorita y ejercía un oficio honrado junto con su marido. Es en estas circunstancias y antes de que el juez llame a los testigos a declarar sobre el asunto central de la demanda, María Chiquinquirá acusó al Presbítero de sevicia y solicitó que el juez les declara a ella y a su hija libres para litigar. Sin embargo, esta sevicia no consistió en maltrato físico, sino en insultos a la virtud sexual de María del Carmen. El juez declara a María Chinquinquirá y a María del Carmen "libres para litigar". Las dos mujeres abandonan la casa del amo para no volver jamás. El presbítero se quejaría de que "andan como libres sin reconocer servidumbre y haciendo lo que les da la gana".
María Chiquinquirá Díaz, a pesar de vivir en un contexto con una política de exclusión que la ubicaba en la última escala social, visibilizó que las esclavas no fueron meros objetos de producción y de intercambio comercial, más bien, su incidencia mostró sus prácticas cotidianas y estrategias para obtener mayores espacios de movilidad, de independencia e incluso la libertad.